# Spicheren
Spicheren är en kommun i departementet Moselle i regionen Grand Est (tidigare regionen Lorraine) i nordöstra Frankrike. Kommunen ligger i kantonen Stiring-Wendel som tillhör arrondissementet Forbach. År 2022 hade Spicheren 3 180 invånare.

## Befolkningsutveckling
Antalet invånare i kommunen Spicheren
| Referens: INSEE |